# Micrathetis minuscula
Micrathetis minuscula là một loài bướm đêm trong họ Noctuidae.